# 小見野々ダム
小見野々ダム（こみののダム）は、徳島県那賀郡那賀町、一級河川の那賀川に建設されたダム。高さ62.5メートルのアーチ式コンクリートダムで、四国電力のダムである。

## 概要
四国電力の蔭平発電所のダムで、那賀郡那賀町木頭助の那賀川に位置する。四国に3つしかないアーチ式ダムで、四国最大の大きさを誇る。着工は1965年（昭和40年）で、1968年（昭和43年）に運営が開始される。
ダムに隣接して四国電力 小見野々ダム管理所が設置されており、9時から17時の間ダムカードの配布を行っている。

## 沿革
- 1965年（昭和40年） - 着工。
- 1968年（昭和43年） - 完成。